# Бијело језеро (Трескавица)
Бијело језеро је језеро у Федерацији БиХ, у Босни и Херцеговини. Налази се на планини Трескавица, у близини границе са Републиком Српском. Ово је језеро на највишој надморској висини од свих Трескавичких језера, и она износи 1.703 метара. Дужина језера је око 140 метара, а ширина износи око 70 метара. Дубина језера је око пола метра. У језеру нема рибе.